# Michael A. Napolitano
Michael A. Napolitano (* 2. September 1908 in Portland, Maine; † Oktober 2000 in Augusta, Maine) war ein US-amerikanischer Politiker, der von 1957 bis 1965 und von 1969 bis 1970 Maine State Auditor und von 1967 bis 1968 Maine State Treasurer war.

## Leben
Michael A. Napolitano wurde in Portland, Maine als Sohn von Barbado und Concetta Napolitano geboren. Er besuchte die Schule in Portland und machte seinen Abschluss an der Cheverus High School im Jahr 1927. Danach studierte er an der Bentley School of Accounting and Finance bis 1929.
Als Mitglied der Republikanischen Partei arbeitete er seit 1934 für das Department of Audit und von 1951 bis 1957 hatte er das Amt des State Deputy State Auditors inne. Von 1955 bis 1958 war er der Vorsitzende des Republikanischen City Committee von Augusta. Er gehörte dem Rat von Augusta von 1948 bis 1954 an und war Präsident des Board of Alderman von 1953 bis 1954. Dort war er Vorsitzender des Finanzausschusses. In der Republikanischen Partei war er von 1958 bis 1968 State Committee Treasurer.
Zum State Auditor wurde er 1957 gewählt und diese Funktion übte er bis 1865 aus. State Treasurer von Maine war er von 1967 bis 1968, danach von 1969 bis 1970 erneut State Auditor. Napolitano gehörte der römisch-katholischen Kirche an und war Mitglied der Kolumbusritter.
Napolitano heiratete Rose Pelton und hatte mit ihr einen Sohn und eine Tochter. Er starb im Jahr 2000 in seinem Haus in Augusta. Sein Grab befindet sich auf dem Old St Mary’s Cemetery in Augusta.